# Rea Lest-Liik
Pour les articles homonymes, voir Lest.
Rea Lest, née le 14 mai 1990, est une actrice estonienne.

## Filmographie
- 2016 : Ema (et) : Riin
- 2017 : Mehetapja/Süütu/Vari (et) : Maara / Elina / Luna Lee
- 2017 : November : Liina
- 2018 : True (court métrage)
- Date inconnue : Skandinaavia vaikus

## Récompenses et distinctions
- Shooting Star de la Berlinale 2019
- (en) Rea Lest: Awards, sur l'Internet Movie Database